# ウルトラマン (PlayStation 2)
ウルトラマンは、2004年にバンダイから発売された特撮テレビシリーズ『ウルトラマン』を原作とした3D格闘ゲーム。ゲーム製作はKAZe。
ゲームのメインとなる部分は、原作のストーリーを忠実に追体験していく内容。

## 概要
ウルトラマンを操作し怪獣を倒していく全11ステージのストーリーモードをメインとする。最初はストーリーモードと怪獣大乱闘モードしかプレイできないが、それ以外にもプレイ中に条件を満たすことによってプレイできるモードが増えていく。どちらかというと格闘アクションよりは原作の内容を忠実に再現することに重きが置かれており、ウルトラマンを扱った他の格闘ゲームに比べるとアクション・操作性に癖がある。原作を視聴したことがあり、原作が好きな人にはより楽しめる内容と言える。

### ストーリーモード
最初からプレイ可能。原作に沿ってストーリーが語られ、プレイヤーはウルトラマンとして怪獣を倒していく。細かいところまで原作での戦いが再現されており、ステージごとに特殊な演出が入ったりそのステージ限定の技が出せたりする。また、ウルトラマンはステージによってAタイプ・Bタイプ・Cタイプが使い分けられているといった細かいこだわりも見られる。
ステージは全11ステージ。ある条件を満たすと新たなステージが4つ出現する。

#### 各ステージと登場怪獣
| ステージ | 原作での話数 | サブタイトル       | 登場怪獣・宇宙人                                                                 | 特殊演出など |
| -------- | ------------ | ------------------ | -------------------------------------------------------------------------------- | --- |
| 1        | 1            | ウルトラ作戦第一号 | 宇宙怪獣ベムラー                                                                 | |
| 2        | 2            | 侵略者を撃て       | 宇宙忍者バルタン星人                                                             | バルタン星人のハサミを折ることができる バルタン星人が空中にいる状態でスペシウム光線でとどめをさすとバルタン星人が炎上しながら落ちてくる |
| 3        | 3            | 科特隊出撃せよ     | 透明怪獣ネロンガ                                                                 | ネロンガの角を折ることができる |
| 4        | 7            | バラージの青い石   | 磁力怪獣アントラー                                                               | アントラーの大あご（ハサミ）を折ることができる                                                                                          |
| 5        | 8            | 怪獣無法地帯       | どくろ怪獣レッドキング                                                           | 投げ技を出すと首投げになる 八つ裂き光輪でとどめをさすとレッドキングが3つに切れる                                                        |
| 6        | 16           | 科特隊宇宙へ       | 宇宙忍者バルタン星人2代目                                                        | バルタン星人がスペシウム光線をスペルゲン反射鏡で防ぐ 八つ裂き光輪でとどめをさすとバルタン星人が真っ二つになる                           |
| 7        | 19           | 悪魔はふたたび     | 赤色火炎怪獣バニラ・青色発砲怪獣アボラス                                         | （原作とは違い、同時に2匹の怪獣と戦う）                                                                                                 |
| 8        | 24           | 海底科学基地       | 深海怪獣グビラ                                                                   | グビラの角を折ることができる |
| 9        | 27           | 怪獣殿下           | 古代怪獣 ゴモラ                                                                  | ゴモラのしっぽが千切れる （本編と異なり、ウルトラマンが千切る） ゴモラの角を折ることができる                                            |
| 10       | 37           | 小さな英雄         | 怪獣酋長ジェロニモン 友好珍獣ピグモン （ウルトラマンが戦うのはジェロニモンのみ） | ジェロニモンの羽をむしることができる |
| 11       | 39           | さらばウルトラマン | 宇宙恐竜ゼットン                                                                 | ゼットンがスペシウム光線を吸収し、波状光線でウルトラマンを倒す （本編と異なり、ウルトラマンがゼットンを倒すことも可能）                 |

条件を満たすと登場する新ステージと怪獣（通常ステージ2～10のうちランダムでいずれか4つが消えて代わりに新ステージ4つが挿入される）
| ステージ | 原作での話数 | サブタイトル | 登場怪獣・宇宙人       | 特殊演出など                                                          |
| -------- | ------------ | ------------ | ---------------------- | --------------------------------------------------------------------- |
|          | 4            | 大爆発五秒前 | 海底原人ラゴン         | スペシウム光線で倒すと、爆発前にラゴンが原作どおりに左右に体を振る。  |
|          | 13           | オイルSOS    | 油獣ペスター           |                                                                       |
|          | 21           | 噴煙突破せよ | 毒ガス怪獣ケムラー     |                                                                       |
|          | 34           | 空の贈り物   | メガトン怪獣スカイドン | ハヤタ隊員の「スプーン変身」 投げ技を出そうとしても重さで投げられない |

#### ウルトラマンの必殺技
ウルトラマンが使用できる必殺技には次のものがある。
（威力の弱い順）
- ウルトラ水流
- スラッシュ光線
- キャッチリング
- 八つ裂き光輪
- スペシウム光線

### 怪獣大乱闘モード
最初からプレイ可能。怪獣を操作して2人で対戦するモード。ウルトラマンと帰ってきたウルトラマンは使用できない。怪獣はストーリーモードで倒したことのあるもののみ選択可能（ストーリーモードでウルトラマンが実際に戦わないピグモン・ツインテールも使用可能）。

### 怪獣天下モード
怪獣を操作して次々に出現する他の怪獣を倒していく。怪獣を3体倒すとウルトラマンが出現し、これも倒せばモードクリア。プレイする怪獣はストーリーモードで倒したことのあるもののみ選択可能。

### 怪獣墓場モード
ビートルを操作して怪獣墓場を探索する。ゲームではなく怪獣データベースである。
このモードでのみ、条件を満たすことでシーボーズを出現させることが出来る。

### 岩投げモード
レッドキングを操作して岩をどれだけ遠くまで投げられるかを競うミニゲーム。

### 帰ってきたウルトラマンモード
帰ってきたウルトラマン（ウルトラマンジャック）を操作して怪獣と戦う。ストーリーモードと同じ方式で全4ステージ。ここに登場する怪獣も怪獣大乱闘モードや怪獣天下モードで使用可能になる。ただしストーリーモードと違って怪獣に敗れてもコンティニューはできず、第1ステージからやり直しとなる。
基本的な操作方法は変わらないが、原作でのアクションを反映して初代ウルトラマンとはポーズや動作に違いがある。

#### 各ステージと登場怪獣
（ステージタイトルは表示されない。ここでは原作でのサブタイトルを表記した）
| ステージ | 原作での話数 | サブタイトル           | 登場怪獣・宇宙人                                                           | 特殊演出など                                                                                      |
| -------- | ------------ | ---------------------- | -------------------------------------------------------------------------- | ------------------------------------------------------------------------------------------------- |
| 1        | 2            | タッコング大逆襲       | オイル怪獣タッコング                                                       |                                                                                                   |
| 2        | 4            | 必殺! 流星キック       | 古代怪獣キングザウルス三世                                                 | 流星キックでキングザウルス三世の角を折ることができる                                              |
| 3        | 6            | 決戦! 怪獣対マット     | 地底怪獣グドン 古代怪獣ツインテール （ジャックが実際に戦うのはグドンのみ） | ステージ端にツインテールの死体が転がっている                                                      |
| 4        | 37           | ウルトラマン夕陽に死す | 用心棒怪獣ブラックキング 暗殺宇宙人ナックル                                | ブラックキングとナックル星人がツープラトン攻撃を繰り出す ナックル星人に対してウルトラ投げが出せる |

#### 帰ってきたウルトラマンの必殺技
（威力の弱い順）
- 流星キック
- フォッグビーム
- 八つ裂き光輪
- スペシウム光線
- シネラマショット

### ウルトラ総進撃モード
ウルトラマンを操作して3分間で何匹怪獣を倒せるかを競うモード。帰ってきたウルトラマンも使用可能。ストーリーモードに比べて必殺技が出しやすいので、素早く怪獣を倒せるが投げ技など一部出せない技もある。

## 声の出演
（科特隊隊員については原作の音声を使用したライブラリ出演）
- ハヤタ隊員：黒部進
- アラシ隊員：石井伊吉 （現：毒蝮三太夫）
- イデ隊員：二瓶正也
- フジ隊員：桜井浩子
- ムラマツ隊長：小林昭二
- ウルトラマン：稲田徹
- ナレーション、ゾフィー：宮林康